# Sant Joan del Noguer
Sant Joan del Noguer és una església romànica de Sora (Osona) inclosa a l'Inventari del Patrimoni Arquitectònic de Catalunya.

## Descripció
Capella de planta rectangular, d'una sola nau, sense absis, amb coberta de volta apuntada a l'interior i lloses planes a l'exterior de la teulada. Té una finestra de doble esqueixada a la paret de ponent i una altra a la paret de migjorn, al costat dret del presbiteri. La porta, formada per un arc de mig punt, s'obre al mur de migdia. Tota l'església està construïda amb carreus grans tallats amb cura i que queden ben conjuntats entre ells. L'interior de la volta està enguixat.
Està abandonada i el seu estat de conservació és lamentable.

## Història
La primera documentació de l'església és del 1245, quan Beatriu de Posa llega en testament dos sous a l'església del Noguer. Notícies posteriors denoten la presència de culte, la vinculació als propietaris del mas Noguer i al rector de Sant Pere de Sora que hi celebrava missa diverses vegades l'any. La visita pastoral del 1686 diu que està dedicada a Sant Joan Baptista i a Sant Joan Evangelista.
Tot i que es troba sense culte des del 1936 i està abandonada, encara presenta validesa.